# 1221
| [ Edytuj tabelę ]                          |                                                                |
| Książę Małopolski                          | - 1211 Leszek Biały 1227                                       |
| Książę Wielkopolski                        | - 1202 Władysław III Laskonogi 1229                            |
| Król Angkoru                               | - 1218 Indrawarman II 1244                                     |
| Król Anglii                                | - 1216 Henryk III 1272                                         |
| Król Aragonii i Walencji, hrabia Barcelony | - 1213 Jakub I Zdobywca 1276                                   |
| Książę Bawarii                             | - 1183 Ludwik I 1231                                           |
| Margrabia Brandenburgii                    | - 1220 Otto III 1267                                           |
| Książę Burgundii                           | - 1218 Hugo IV 1272                                            |
| Cesarz Bizancjum                           | - 1204 Teodor I Laskarys 1222                                  |
| Car Bułgarii                               | - 1218 Iwan Asen II 1241                                       |
| Cesarz Chin                                | - 1194 Song Ningzong 1224                                      |
| Król Cypru                                 | - 1218 Henryk I 1253                                           |
| Król Czech                                 | - 1198 Przemysł Ottokar I 1230                                 |
| Król Danii                                 | - 1202 Waldemar II Zwycięski 1241                              |
| Władca Egiptu                              | - 1218 Al-Kamil 1238                                           |
| Cesarz Etiopii                             | - 1189 Gebre Meskel 1229                                       |
| Król Francji                               | - 1180 Filip II August 1223                                    |
| Król Gruzji                                | - 1213 Jerzy IV Lasza 1222                                     |
| Cesarz Japonii                             | - 1210 Juntoku 1221 - 1221 Chūkyō 1221 - 1221 Go-Horikawa 1232 |
| Kalif                                      | - 1180 An-Nasir 1225                                           |
| Król Kastylii                              | - 1217 Ferdynand III Święty 1252                               |
| Patriarcha Konstantynopola                 | - 1215 Manuel I Charitopul 1222                                |
| Władca Korei                               | - 1213 Kojong 1259                                             |
| Król Leónu                                 | - 1188 Alfons IX 1230                                          |
| Książę Litwy                               | - 1219 Dowsprunk 1238                                          |
| Cesarz Łaciński                            | - 1217 Robert de Courtenay 1228                                |
| Kalif Maroka                               | - 1213 Abu Jusuf II 1224                                       |
| Król Nawarry                               | - 1194 Sanczo VII 1234                                         |
| Król Norwegii                              | - 1217 Haakon IV Stary 1263                                    |
| Hrabia Palatynatu                          | - 1214 Ludwik I Wittelsbach 1227                               |
| Papież                                     | - 1216 Honoriusz III 1227                                      |
| Król Portugalii                            | - 1211 Alfons II 1223                                          |
| Sułtan Rumu                                | - 1220 Kajkubad I 1237                                         |
| Książę Rusi halickiej                      | - 1219 Mścisław I Niemy 1221 - 1221 Mścisław II Udały 1227     |
| Cesarz Rzymski (niemiecki)                 | - 1220 Fryderyk II 1250                                        |
| Książę Saksonii                            | - 1212 Albrecht I 1260                                         |
| Król Serbii                                | - 1217 Stefan Nemanicz 1228                                    |
| Król Szkocji                               | - 1214 Aleksander II 1249                                      |
| Król Szwecji                               | - 1216 Jan I Sverkersson 1222                                  |
| Doża Wenecji                               | - 1205 Pietro Ziani 1229                                       |
| Król Węgier                                | - 1205 Andrzej II 1235                                         |
| Wielki mistrz zakonu krzyżackiego          | - 1209 Hermann von Salza 1239                                  |

Rok 1221 / MCCXXI
stulecia: XII wiek ~
XIII wiek ~
XIV wiek

lata: 1211 «
1216 «
1217 «
1218 «
1219 «
1220 «
1221
» 1222
» 1223
» 1224
» 1225
» 1226
» 1231

## Wydarzenia w Polsce
- 1 listopada – do Krakowa przybyli pierwsi dominikanie z Jackiem Odrowążem na czele

## Wydarzenia na świecie
- 20 lipca – rozpoczęto budowę Katedry Świętej Marii w Burgos
- bitwa nad brzegami Indusu pomiędzy Mongołami a Imperium Chorezmijskim

## Urodzili się
- 23 listopada – Alfons X Mądry, król Kastylii i Leónu (zm. 1284)
- Teodor II Laskarys, cesarz nicejski
- Małgorzata Prowansalska, królowa Francji (zm. 1295)

## Zmarli
- 17 lutego – Dytryk I Zgnębiony, margrabia Miśni (ur. ok. 1170)
- 10 marca – Pietro Cattani, kanonik asyski, pierwszy generał franciszkanów (ur. przed 1180)
- 27 marca – Berengaria portugalska, infantka portugalska, późniejsza królowa Danii (ur. ok. 1190)
- 6 sierpnia – św. Dominik Guzmán, założyciel zakonu dominikanów (ur. ok. 1170)
- 21 października – Alicja z Thouars, księżna Bretanii (ur. 1200)